# Castillo de Alcaudete
El castillo de Alcaudete se encuentra situado en un cerro de 713 metros de altura que preside la localidad de Alcaudete, en la provincia de Jaén (España). 
El castillo fue construido por los árabes sobre los restos de una fortificación romana y fue tomado por los cristianos por primera vez en 1085 durante el reinado de Alfonso VI, aunque va a existir un período en el que el castillo va a estar cambiando de manos hasta que los cristianos lo toman definitivamente en 1240 con Fernando III. Cedido por este rey a la Orden de Calatrava que formaba sus propios monjes-soldado, fue de gran importancia al encontrarse durante muchos años entre la frontera del reino cristiano de Castilla y el reino nazarí de Granada. Continuó ampliándose sucesivamente hasta el siglo XVIII.
El ayuntamiento adquirió las viviendas alrededor del castillo para que estuvieras vacías y dieran más visibilidad al monumento.
Actualmente el castillo se encuentra abierto al público y es un espacio turístico-cultural que alberga el Centro de Interpretación sobre la vida de la Orden militar de Calatrava. El museo alberga información sobre la construcción del castillo en la frontera con el Reino Nazarí, la forma de vida y estructura interna de la Orden, los ingenios de guerra empleados para el asalto y defensa de la fortaleza.

## Estructura
El recinto está formado por tres estructuras: el castillo propiamente dicho, una barbacana y un recinto inferior.
La planta es poligonal, ajustada a los escarpes del terreno. El conjunto está coronado por 6 torres, entre las que destaca la Torre de Homenaje. Tiene una puerta en el norte custodiada por dos torres. 
La Sala Capitular es una de las principales estancias del castillo. Se accedía desde la terraza superior o central, a través de una gran puerta. El espacio interno es rectangular, diáfano, cubierto por una estructura de madera o artesonado. Este tipo de cubierta horizontal facilitaba la captación del agua de lluvia y su conducción, desde la terraza hasta el aljibe mayor. La estancia está comunicada directamente a través de una pequeña puerta, con el adarve del lienzo meridional.
Desde los adarves se ingresaba o accedía a las torres que defendían los paños de muralla, las cuales se estructuran en tres niveles: el inferior es macizo; el intermedio, al que se entraba a través de pequeñas puertas con arcos de medio punto rebajados, daba acceso a pequeñas estancias cubiertas por bóvedas vaídas o de cañón. Estas estancias estaban dotadas de saeteras que facilitaban la defensa de los lienzos murarios, así como su iluminación y ventilación. El superior o nivel de terraza, al que se llega a través de una apertura en las bóvedas, es un espacio cuadrado, delimitado por pretiles coronados de merlones y almenas para la defensa.
La Torre del Homenaje, de perfil troncocónico y planta rectangular, se estructura en tres niveles y sobresale por sus grandes proporciones, construida con gruesos muros que llegan a alcanzar los tres metros de grosor. Está situada en el centro de la fortaleza, en el punto más elevado del cerro, configurado por una pequeña terraza marcada por fuertes desniveles rocosos que facilitan el aislamiento. Es la más destacada, fuerte y defendible de la fortaleza, último reducto de resistencia y por ello está aislada del resto, adquiriendo cierto grado de autonomía funcional o autosuficiencia. Sus medidas son 12,70 metros de ancho, 14,90 metros de largo y 20 metros de altura.
El castillo se encuentra restaurado y en buen estado de conservación. Su interior está musealizado y es visitable.